# Glockenturm (Boinville-en-Mantois)

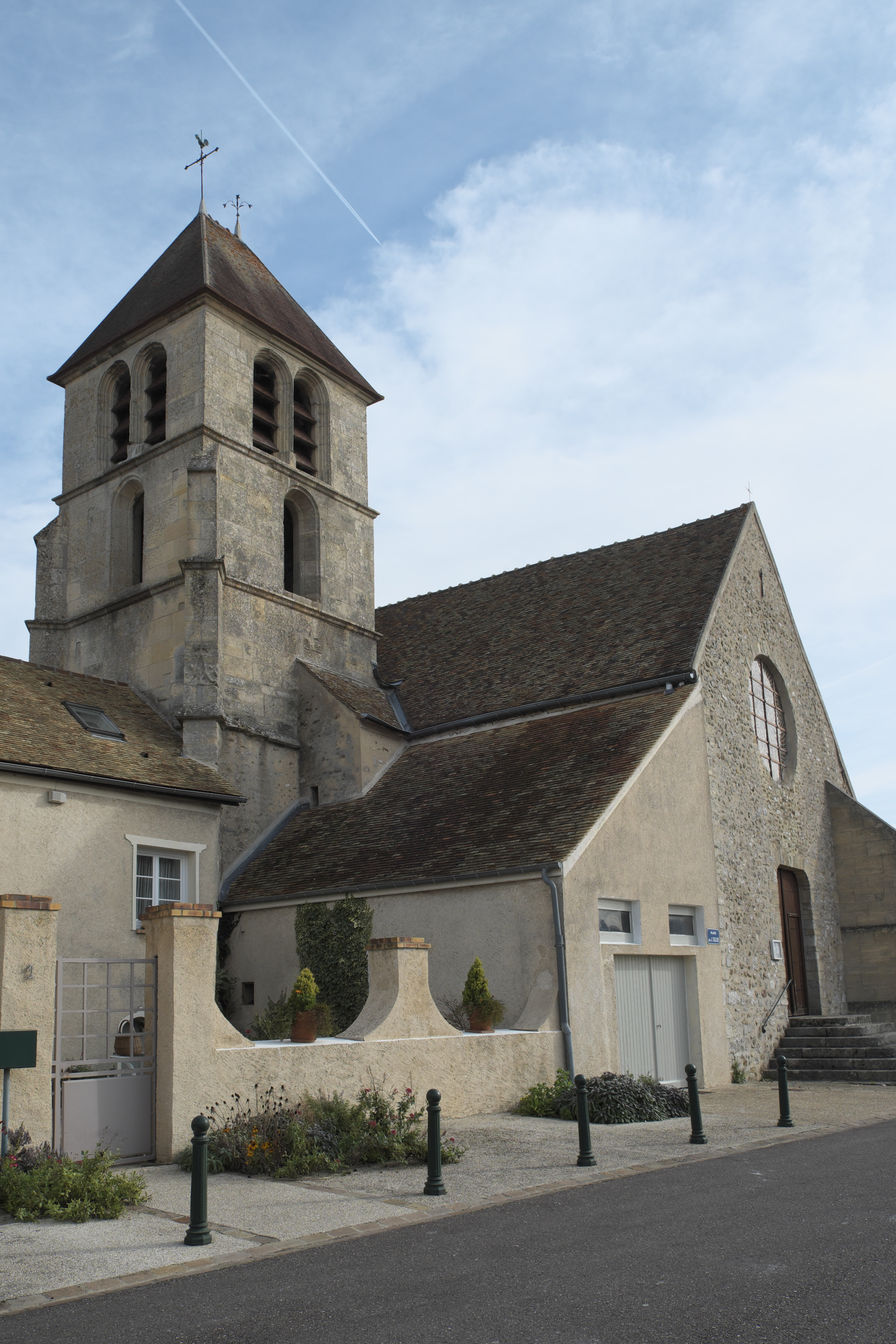
Glockenturm in Boinville-en-Mantois

Der Glockenturm in Boinville-en-Mantois, einer französischen Gemeinde im Département Yvelines der Region Île-de-France, wurde im 14. Jahrhundert errichtet. Der Glockenturm der Kirche St-Martin am Place de l’Église ist seit 1950 als Monument historique geschützt.
Von der im 14. Jahrhundert wiedererrichteten Kirche ist nur der mächtige rechteckige Glockenturm mit Strebepfeilern erhalten, der von einem Zeltdach abgeschlossen wird. Die vier Geschosse werden durch Gesimse gegliedert. Lediglich das dritte und vierte Geschoss besitzen Rundbogen- bzw. Zwillingsfenster. 
An der Nordwestseite sind Arabesken in der Form des Buchstabens A als Schmuck in den Kalkstein eingemeißelt.